# Karl Larenz
Karl Larenz (Wesel, 23 de abril de 1903 — Olching, 24 de enero de 1993) fue un jurista y filósofo del derecho alemán. 
Larenz fue profesor en dos de las más importantes universidades de Alemania: Universidad de Kiel (Christian-Albrechts-Universität zu Kiel) y la Universidad de Múnich (Ludwig-Maximilians-Universität München).
Un aporte jurídicamente importante fue su pensamiento sobre la idea de que todo ser humano tiene frente a cualquier otro el derecho de ser respetado por él como persona, a no ser perjudicado en su existencia (la vida, la salud), en su ámbito propio de la misma (intimidad, honor), y que todo individuo tiene la obligación de comportarse análogamente frente a otra persona. Éste pensamiento fue de mucha influencia en el mundo jurídico para dejar atrás un pasado jurídica y humanamente oscuro, dominado por seres inhumanos y mentes corrompidas, que llevaron a cabo movimientos nacionales-socialistas, comunistas y totalitarios.
Su doctrina fue particularmente influenciado Orlando Gómez en Brasil.
Paradójicamente, ese pensamiento moderno de Larenz se contrapone con las posturas antisemitas que sostuvo durante los albores del nazismo. A modo de ejemplo, Larenz dijo: "El sometimiento del juez a una ley de la época anterior a la toma del poder, que todavía sigue vigente, no puede ir tan allá, como para que el juez deba aplicarla incluso cuando su aplicación llevara a un resultado inaceptable desde el punto de vista del orden popular general. En esos casos, en los que la incompatibilidad entre el Derecho y la ley es evidente y en los que aquélla no se pueda eliminar a través de una interpretación conforme a su sentido, puede y debe el juez, como custodio de los principios fundamentales de nuestra vida comunitarias, no solamente completar la ley, sino también corregirla" (Cfr. Larenz, Karl, Über Gegenstand und Methode des völkischen Rechtsdenkens, Junker und Dünnhaupt Verlag, Berlín, 1938, p. 25).
Larenz pretendía que si un hombre se enteraba de que su mujer había concebido un hijo adúltero con un judío, aun cuando se hubiese vencido el plazo para repudiarlo que establecía el Código Civil, ese plazo no se aplicaba. “El argumento para eso [la posibilidad de repudiar el hijo judío después de vencido el plazo] se basa en que la ley solamente es "Derecho" en la medida en que es un desarrollo más detallado del orden popular, por lo que no puede ser jurídicamente obligatoria, cuando sus propios fundamentos son incompatibles con la idea jurídica del pueblo" (op. cit., p. 26).

## Obras
- Lehrbuch des Schuldrechts, Beck Juristischer, 1987 (ISBN 3-406-31997-1).
- Allgemeiner Teil des deutschen Bürgerlichen Rechts, Beck Juristischer, 2004 (ISBN 3-406-49843-4).
- Methodenlehre der Rechtswissenschaft, Heidelberg 1960 (ISBN 3-540-59086-2), em Portugal - Medodologia da Ciência do Direito, Calouste Gulbenkian, 2005 (ISBN 972-31-0770-8).
- Deutsche Rechtserneuerung und Rechtsphilosophie, Recht und Staat in Geschichte und Gegenwart Nr. 109, Tübingen 1934
- Volksgeist und Recht, in: Zeitschrift für deutsche Kulturphilosophie 1935, S. 40 ff.
- Rechtsperson und subjektives Recht, in: Larenz, Karl (Hrsg.), Grundfragen der neuen Rechtswissenschaft, Berlín 1935, S. 225 ff.
- Über Gegenstand und Methode völkischen Rechtsdenkens, Berlín 1938.